# Војислав Ђурић (историчар књижевности)
Војислав Ђурић (Мало Крчмаре, 17. јануар 1912 — Београд, 27. јул 2006) био је српски историчар књижевности, академик и универзитетски професор. Био је оснивач Катедре за општу књижевност и теорију књижевности на београдском Филозофском факултету (једном од претеча Филолошког факултета) и данашњег Института за теорију књижевности и уметности.

## Биографија
Завршио је гимназију у Крагујевцу 1931. године. Завршио је књижевност у Београду (1935), где је и докторирао 1939. године. Радио је на Филозофском факултету у Београду, 1956. године је изабран за редовног професора, а после оснивања Филолошког факултета (1960) прешао је да ради на њему. Оснивач је Центра (данас Института) за теорију књижевности и уметности (1950) и његов директор, у периоду од 1960. до 1966. године.
Дописни члан Одељења литературе и језика САНУ постао је 21. децембра 1961. године, а за редовног члана је изабран 16. децембра 1965. године. Био је на месту секретара Одељења литературе и језика, у периоду од 01.03. 1963. до 19. децембра 1974. године, када је постао генерални секретар САНУ. Ту дужност је обављао до 15. децембра 1977. године, када је изабран за потпредседника САНУ и на том месту се налазио до 19. новембра 1981. године.
Био је члан неколико одбора САНУ:
- Одбор за књижевне теорије (једно време председник)
- МАО за југословенске народне умотворине (једно време председник)
- Хиландарски одбор (једно време председник)
- Одбор за критичка издања српских писаца
- Одбор за проучавање историје књижевности
- Одбор за балканске народне умотворине

Саставио је „Антологију народних јуначких песама“ чије прво издање је било 1947. године. Књига је имала већи број издања, а од 2001. се штампала под називом „Антологија српских народних јуначких песама“. Издању из 2013. године придодат је поговор који је написао књижевник Милорад Ђурић (1937—2013), његов син, чији је то био последњи текст.
Војислав Ђурић је преминуо 27.07. 2006. године у Београду.

## Награде
Војислав Ђурић је добио низ награда и признања:
- Седмојулска награда Србије (1969)
- Плакета САНУ поводом 100 годишњице
- Изузетна Вукова награда (1994)
- Награда Српске књижевне задруге (1994)
- Орден рада са златним венцем (1961)
- Орден рада са црвеном заставом (1964)
- Орден Републике са сребрним венцем (1983)
- Почасни члан српског ПЕН центра (1998)